# Iwan Tscharota
Iwan Alexejewitsch Tscharota (belarussisch Іван Аляксеевіч Чарота, * 16. September 1952 in Lischtschyki, Oblast Brest, Belarus; † 7. November 2024) war ein slawistischer Literaturkritiker, Historiker und Übersetzer. Tscharota war Träger des Preises der Republik Belarus für geistige Erweckung von 2003 und ausländisches Mitglied der Serbischen Akademie der Wissenschaften und Künste von 2009. Er war außerdem Mitglied der Vereinigung der Schriftsteller von Belarus, der Vereinigung der Schriftsteller von Russland und der Vereinigung der Schriftsteller von Serbien 1985.

## Biografie
Tscharota studierte von 1969 bis 1974 am Institut für russische Sprache und Literatur der philologischen Fakultät der Belarussischen Staatlichen Universität. Nach Abschluss des Studiums arbeitete er drei Jahre lang als Lehrer an der Palackishka-Oberschule im Rajon Woranawa im Oblast Grodno. 1977 wurde er von der belarussischen Staatsuniversität als Dozent, Oberlektor und außerordentlicher Professor angestellt und nach der Verteidigung seiner Dissertation (Studium von 1991 bis 1994) zum Leiter des neu gebildeten Lehrstuhls für Slawistik ernannt. Seine Kandidatendissertation «Творчество М.А.Шолохова и литературный процесс Югославии (1956–1986)» wurde am Institut 1956–1986 verteidigt, seine Dissertation «Беларуская літаратура ХХ стагоддзя і працэсы нацыянальнага самавызначэння» bei der belarussischen Staatsuniversität in Minsk.

## Wissenschaftliche Artikel und Bücher
Tscharotas wissenschaftliche Interessen richteten sich hauptsächlich auf die Literatur und Kultur der Slowenen. Er untersuchte ihre genetischen, typologischen und konkreten Zusammenhänge und wurde in Belarus führender Jugoslawist, Spezialist auf dem Gebiet der vergleichenden Literatur und Kultur. Er verfasste etwa 600 wissenschaftliche Veröffentlichungen, darunter die Bücher: «Беларуская савецкая літаратура за мяжой» (Minsk, 1988 – als Koautor), «Пошук спрадвечнай існасці: Беларуская літаратура ХХ стагоддзя ў працэсах нацыянальнага самавызначэння» (Minsk, 1995), «Сербская Праваслаўная Царква» (Minsk, 1998), «Беларуская мова і Царква» (Minsk, 2000), «Косовская битва продолжается» (Minsk, 2000), „Антологија белоруске поезије” (Belgrad: 1993; 2. Auflage. 2012), «Югаславянскія казкі» (Minsk, 1999), „Антологија лирике источних Словена” (Belgrad, 2000), «Насустрач Духу. Анталогія беларускай хрысціянскай паэзіі» (Minsk, 2001), «Насустрач Духу. Анталогія беларускай хрысціянскай прозы» (Minsk, 2002), «Слово и Дух. Антология русской духовной поезии ХХ –ХХ вв.» (Minsk, 2003, 2005, 2010), «Ні на небе, ні на зямлі. Казкі славянскіх народаў» (2013), «Српска књижевност. Антологија текстова. Књ. I–V (Minsk, 2002-2007 – in serbischer Sprache), «Тэорыя і практыка мастацкага перакладу» (Minsk, 2012), „Испод крила роде. Антологија савремене белоруске поезије” (Podgorica, 2014), «Беларусы пра Сербію-Югаславію» (Minsk, 2015), „Белорусија и Србија: Трагом узајамног упознавања и деловања” (Šabac, 2016).

## Akademische Arbeit
Tscharota war Mitglied von 11 Redaktionsausschüssen (davon 6 ausländischen), wissenschaftlicher Berater der belarussischen Enzyklopädie; Sekretär der Bibelkommission der Belarussisch-Orthodoxen Kirche und Herausgeber der Zeitschrift Orthodoxie.
Im wissenschaftlich-methodischen Bereich hat der Professor die folgenden Handbücher zusammengestellt: «Советская литература в связях и взаимодействиях: Начала сравнительного и системного анализа» (Minsk, 1989), «Мастацкі пераклад на беларускую мову: Асновы тэорыі і практычныя рэкамендацыі» (Minsk, 1997), «Югаславянскія літаратуры і культуры» (Minsk, 1999 – als Koautor), das Programm «Гісторыя славянскіх літаратур» (2000), «Гісторыя сербскай літаратуры. Практыкум» (2007).

## Übersetzungen
Tscharota war Leiter des Büros für die Vereinigung der Übersetzer und Literaten der Vereinigung der belarussischen Schriftsteller und hat Übersetzungen aus dem Serbischen, Kroatischen, Slowenischen, Mazedonischen, Polnischen und anderen Sprachen ins Belarussische und Russische sowie aus dem Belarussischen und Russischen ins Serbische veröffentlicht. Über 1.200 Übersetzungen von ihm wurden gedruckt, darunter über 70 Bücher: Arbeiten von Pavle, Nikolaj Velimirović, Justin Popović, Ivo Andrić, Branislav Nušić, Dobrica Ćosić, Goran Petrović, Prežihov Voranc, Josip Jurčič, Drago Jančar und andere. Er war Gründer, Verfasser und Übersetzer der Reihe «Сербскае багаслоўе ХХ стагоддзя», in der bereits mehr als vierzig Bücher veröffentlicht wurden.
Seine Sammlung serbischer Volksmärchen wurde ins Belarussische übersetzt: «Мовы ўсяго жывога: Сербскія народныя казкі» (Minsk: Мастацкая літаратура, 2007) und mit dem Nationalpreis ausgezeichnet.
Er war einer der Gründer des „Komitees zur Unterstützung der Serben und Montenegriner“ und der öffentlichen Organisation „Belarus – Schwester Serbiens“, amtierender Vizepräsident der „Belarus-Jugoslawien-Gesellschaft“, Präsident der „Belarus-Serbien-Montenegro Gesellschaft“. Zudem war er Mitglied des Schriftstellerverbandes der Sowjetunion (jetzt: Schriftstellerverband von Belarus) sowie Russlands und Serbiens; er arbeitete als Literaturkritiker, Kritiker, Essayist und Publizist für die Presse.

## Auszeichnungen
- Preis der Republik Belarus „Für die geistige Wiederbelebung“ (2003)
- Internationaler Preis von K. Ostroški (Polen, 1999)
- Internationaler Preis für den Namen von Fjodor Dostojevsky (Serbien, 2007) (verliehen im Jahr 2012)
- Preis der Vereinigung der Schriftsteller Serbiens (2000)
- Preis der Zeitschrift „Збиља / Reality“ (YU, Belgrad, 2000, 2006);
- Internationaler orthodoxer Literaturpreis „Die dreistellige Mutter Gottes“ (Serbische Stiftung Ivanka Milošević - Chicago, Vereinigte Staaten, 2011)
- Internationaler Literaturpreis der Rade Drainac (Serbien, 2014)
- Internationaler Preis der Karić-Stiftung (Serbien, 2014)
- Orden des Heiligen Sergej Radonješki 3. Grades (Russische Orthodoxe Kirche, 2002)
- Gedenkmedaille der Vereinigung slowakischer Schriftsteller (2003)
- Orden der Heiligen Save 3. Grades (Serbisch-Orthodoxe Kirche, 2004)
- Goldenes Zeichen der Kultur- und Bildungsgemeinschaft Serbiens (2008)
- Orden des Hl. Kyrill Turowski 2. Grades (Belarussische Orthodoxe Kirche, 2012)
- Silbermedaille „Für Verdienste“ (Serbien, 2014)
- Medaille von Alexander Puschkin (Russische Föderation, 2015).[8]
- Preis der Republik Belarus „Für geistige Erneuerung“ (2019)[9]